# Pazifik-Hüpfmaus
Die Pazifik-Hüpfmaus (Zapus trinotatus) ist ein in Nordamerika vorkommendes Nagetier (Rodentia) aus der Familie der Hüpfmäuse (Zapodidae).

## Merkmale
Diese Pazifik-Hüpfmaus erreicht eine Gesamtlänge von 221 bis 242 mm, wovon der Schwanz 112 bis 155 mm einnimmt. Die Hinterfußlänge variiert zwischen 30 und 36 mm, die Ohrlänge zwischen 14 und 16 mm. Das Gewicht beträgt im Durchschnitt 27,5 Gramm. Das grobe Fell zeigt eine deutliche Trennung von dorsalen und ventralen Färbungen. Der Rücken ist dunkelbraun, die Seiten sind bräunlich und zuweilen schwarz gefleckt. Die Farbe des Fells wird im Herbst blasser. Der Bauch ist weißlich, meist leicht bräunlich gescheckt. Der Schwanz ist spärlich behaart, oberseits dunkelbraun und unterseits weiß. Die Hinterbeine sind wesentlich länger als die Vorderbeine.
| 1 | · | 0 | · | 1 | · | 3 | = 18 |
| 1 | · | 0 | · | 0 | · | 3 | = 18 |

Das Gebiss besteht aus insgesamt 18 Zähnen. Es hat in jeder Kieferhälfte einen Schneidezahn (Incisivi), jedoch keinen Eckzahn (Caninus). Im Oberkiefer ist ein, im Unterkiefer kein vorderer Backenzahn (Prämolar) ausgebildet. In jeder Kieferhälfte sind drei hintere Backenzähne (Molar) vorhanden.

## Verbreitung und Lebensraum
Das Verbreitungsgebiet der Art erstreckt sich vom Südwesten British Columbias bis in die Mitte Kaliforniens. Sie bewohnt dort bevorzugt dichte Wälder, bergige Wiesen und feuchte Grasflächen. Die Populationen breiten sich in Regengebieten zuweilen stark aus.

## Lebensweise
Die Pazifik-Hüpfmaus ernährt sich in erster Linie von Pflanzensamen, daneben auch von Früchten, Pilzen und Insekten, die sie am Boden sucht. Zuweilen werden auch Weichtiere oder Fische als Nahrung angenommen. Pazifik-Hüpfmäuse bewegen sich schnell und unruhig, vollführen mit den kräftigen Hinterbeinen lange Sprünge und landen auf den Vorderpfoten, wobei der Schwanz das Steuerungs- und Gleichgewichtsverhalten unterstützt. Die Paarungszeit beginnt im Mai. Zwischen Juli und August wirft das Weibchen nach einer Tragzeit von 18 bis 23 Tagen einmal pro Jahr vier bis acht Junge, die nach etwa vier Wochen ausgewachsen sind und im folgenden Jahr geschlechtsreif werden. Die Lebenserwartung der Tiere beträgt bis zu vier Jahre. Zu ihren Fressfeinden zählen Eulen sowie abendlich oder nächtlich aktive Raubtiere, darunter Füchse, Kojoten, Schlangen, Wiesel, Stinktiere und Rotluchse.

## Gefährdung
Die Pazifik-Hüpfmaus ist insgesamt noch nicht bedroht und wird von der IUCN als  (least concern = nicht gefährdet) eingestuft. Aufgrund von Beweidung des Lebensraums ist jedoch bereits ein Rückgang zu verzeichnen.